# Malkolmia
Malkolmia (Malcolmia W.T. Aiton) – rodzaj roślin należący do rodziny kapustowatych. Należy do niego 11 gatunków, w szerszym ujęciu ok. 35. Rośliny te (niezależnie od ujęcia) występują w basenie Morza Śródziemnego oraz w południowo-zachodniej i centralnej Azji. Największe zróżnicowanie rodzaju jest w południowej Europie; w Pakistanie występuje 7 gatunków, w Chinach – 4 gatunki. Rośliny występują na terenach piaszczystych i skalistych, na wybrzeżach (na wydmach i klifach). W Polsce rejestrowana od przełomu XIX i XX wieku jako przejściowo zawlekana i dziczejąca (efemerofit) jest malkolmia nadmorska M. maritima.
Nazwa rodzajowa upamiętnia Williama Malcolma – ogrodnika spod Londynu z XVIII wieku. 

## Morfologia

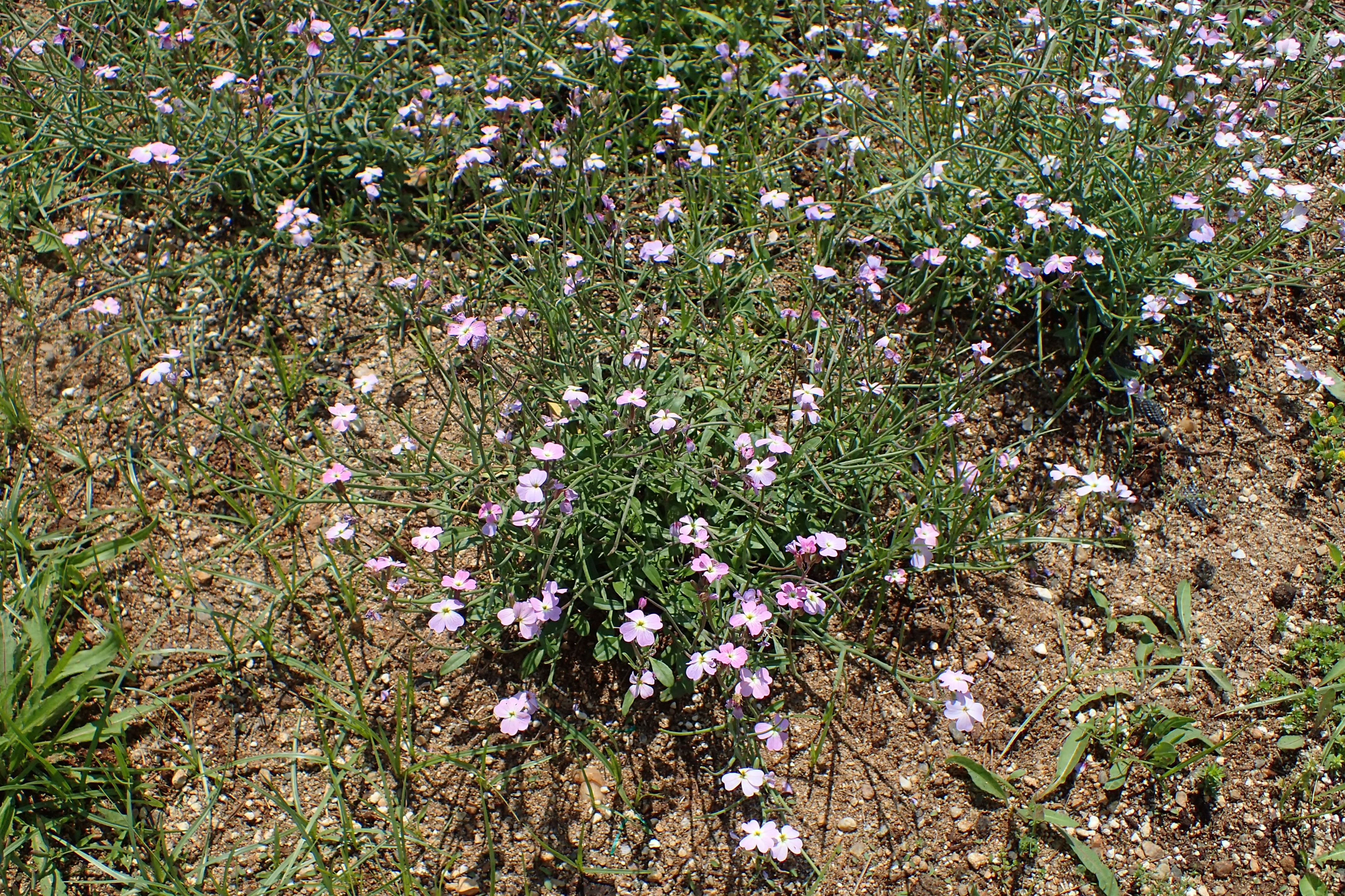
Malcolmia maritima

PokrójRośliny jednoroczne, dwuletnie i byliny o pędach osiągających do 0,4 m wysokości. Pędy są prosto wzniesione lub rozpostarte, zwykle owłosione, włoski u wielu gatunków gęste i sztywne, proste lub rozgałęzione.
LiściePojedyncze, lancetowate do eliptycznych, ząbkowane lub pierzasto klapowane. Dolne liście są silniej klapowane, nie tworzą różyczki liściowej. Liście siedzące lub ogonkowe, nie obejmują nasadą łodygi.
KwiatyZebrane w wielo- lub kilkukwiatowe grona. Działki kielicha 4 owalne do podługowatych, płatki korony 4, białe, różowe do fioletowych, dłuższe od kielicha, z wyraźnym paznokciem. Pręcików 6. Zalążnia górna,  z 20-90 zalążkami. Znamię głęboko dwudzielne, ale z łatkami prosto wzniesionymi, a nie rozpostartymi.
OwoceWielonasienne, wąskie łuszczyny.

## Systematyka
Pozycja systematyczna według APweb (aktualizowany system APG IV z 2016)
Rodzaj należący do rodziny kapustowatych (Brassicaceae), rzędu kapustowców (Brassicales), kladu różowych (rosids) w obrębie okrytonasiennych (Magnoliophyta). Rodzaj należy do plemienia Anastaticeae. 
Wykaz gatunków
- Malcolmia chia (L.) DC.
- Malcolmia doumetiana (Coss.) Rouy
- Malcolmia flexuosa (Sm.) Sm.
- Malcolmia graeca Boiss. & Spruner
- Malcolmia × hybrida Hausskn.
- Malcolmia komarovii Vassilcz.
- Malcolmia macrocalyx (Halácsy) Rech.
- Malcolmia malcolmioides (Coss. & Durieu) Greuter & Burdet
- Malcolmia maritima (L.) W.T.Aiton – malkolmia nadmorska[13][9]
- Malcolmia orsiniana (Ten.) Ten.
- Malcolmia pygmaea (DC.) Boiss.
- Malcolmia taraxacifolia Balb.